# Телекомунікації в Україні
Телекомунікації в Україні — уся наявна в державі телекомунікаційна інфраструктура.

## Основні напрямки
Є найсучаснішим, різноманітним і швидко зростаючим сектором економіки України.
Державне регулювання у сфері телекомунікацій в Україні здійснює центральний орган НКЕК.

## Обсяги послуг

### 2009
У 2009 році оператори усіх форм власності надали послуг зв'язку на 46,1 млрд грн., з них 18 млрд грн. — від послуг, наданих населенню.
Середня українська сім'я витратила на послуги зв'язку в середньому на рік близько 990грн або 83грн на місяць, з них половина — витрати на рухомий (мобільний зв'язок), чверть — фіксований телефонний зв'язок, 10% — послуги з передачі даних та надання доступу до мережі Інтернет і менше 3% — послуги поштового зв'язку.
До бюджету та Пенсійного фонду сплачено 10,2 млрд грн податків, зборів та обов'язкових платежів, що більш ніж на 14% перевищує платежі 2008 року. Третину цих платежів здійснено підприємствами галузі зв'язку, управління якими здійснює держава.
Середньомісячна заробітна плата у сфері діяльності пошти та зв'язку у 2009 році становила 2,3 тис. грн, що на 18% перевищує рівень середньомісячної зарплати 2008 року. Станом на 1 січня 2010 року на підприємствах основної діяльності галузі зв'язку, управління якими здійснює держава, немає заборгованості з виплати заробітної плати.
У 2009 році найдинамічнішим на ринку послуг зв'язку став комп'ютерний зв'язок: його доходи зросли на 36% і склали понад 3,3 млрд грн.

### 2011
Реалізація послуг зв'язку в Україні в 2011 досягла 50,3 млрд грн. Обсяги доходів від надання послуг зв'язку населенню склали майже 37% від загального обсягу послуг зв'язку, або 18,4 млрд грн.

### 2021
У 2021 році НКРЗІ здійснювала свою діяльність маючи на меті сприяти ефективному функціонуванню відкритого і конкурентного ринку телекомунікацій, про що передусім свідчить збільшення обсягів телекомунікаційних послуг та підвищення їх якості. Зокрема, зберігається тенденція збільшення доходів від надання послуг зв’язку, в 2021 році вони склали майже 88 млрд грн. Драйвером росту у 2021 році прогнозовано були послуги доступу до мережі Інтернет, що окрім іншого, відбулося завдяки масштабній розбудові мереж 4G у діапазоні 900 МГц, а також загальнодержавній стратегії цифровізації та стрімкому розширенню цифрових сервісів для громадян.

### Динаміка послуг
Динаміка послуг у загальному обсязі доходів ринку телекомунікацій за 2021 рік.
| Вид зв'язку                                   | 2021(%) |
| --------------------------------------------- | ------- |
| Мобільний зв'язок                             | 66,0    |
| Фіксований зв'язок                            | 19,5    |
| Широкосмуговий доступ                         | 77,9    |
| Передача і прийом телевізійних і радіопрограм | 9,3     |
| Дротове мовлення                              | 8,3     |
| Разом                                         | 181     |

## Інтернет в Україні
Чисельність інтернет-аудиторії в Україні станом на 1 січня 2010 року становила понад 15,3 млн унікальних користувачів — третину населення України.
На 1 січня 2010 року налічувалось 2,1 млн абонентів широкосмугового доступу до Інтернет, або 11,5% загальної кількості сімей в Україні.

## Телефонний зв'язок в Україні
Проникнення рухомого (мобільного) та фіксованого телефонного зв'язку в загальній кількості населення України залишилось майже незмінним порівняно з 2008 роком — 119,8% та 28,4% відповідно.
Кількість абонентів мобільного зв'язку в Україні станом на 2-й квартал 2013 року склала понад 61,72 млн осіб (кількість активованих SIM-карт).

## Телебачення в Україні
З 2009 року розпочато наземне цифрове мовлення у стандарті DVB-T пакету з 10 ТВ-програм у Київській, Житомирській областях. На початок грудня 2009 року територія всієї Одеської області покрита сигналом цифрового наземного телебачення. Здійснено впровадження сучасного інтерактивного цифрового телебачення (IPTV).
На 1 січня 2010 року налічувалось понад 3,4 млн абонентів кабельного телебачення, або 18,7% сімей України.

## Поштовий зв'язок
Українським державним підприємством поштового зв'язку «Укрпошта» у 2009 році отримано загальних доходів на суму 4,7 млрд грн, з них 2,5 млрд грн — від послуг зв'язку, що на 25% перевищує показник 2008 року. Чистий прибуток Укрпошти склав 30,3 млн грн.
Протягом 2009 року капітально відремонтовано понад 100 об'єктів поштового зв'язку, впроваджено 95 пересувних відділень поштового зв'язку, які обслуговують 580 населених пунктів, підключено до комунікаційної мережі підприємства 450 об'єктів поштового зв'язку, організовано 98 нових робочих місць для надання послуги з продажу електронних ваучерів та поповнення рахунків абонентів рухомого (мобільного) зв'язку, до АС «Електронний переказ» підключено 145 нових робочих місць.